# Pentstemonacanthus
Pentstemonacanthus  é um gênero botânico da família Acanthaceae

## Espécie
Pentstemonacanthus modestus

## Nome e referências
Pentstemonacanthus C. G. D. Nees